# Oligotrophus szeplegetii
Oligotrophus szeplegetii är en tvåvingeart som beskrevs av Jean-Jacques Kieffer 1909. Oligotrophus szeplegetii ingår i släktet Oligotrophus och familjen gallmyggor. Inga underarter finns listade i Catalogue of Life.